# Université Saint-Sébastien
L’université Saint-Sébastien (en espagnol : Universidad San Sebastián) est une université privée chilienne située à Concepción, Santiago, Valdivia, Osorno et Puerto Montt. 

## Histoire
Fondée en 1989 comme établissement d’enseignement supérieur, l'université reçoit, en 2001, la reconnaissance de l’État.

## Certaines Facultés
- Art et design
- Sciences de la Santé
- Sciences sociales
- Droit
- Médecine Vétérinaire
- Médecine et soins infirmiers
- Technologie dentaire et médecine
- Éducation